# Agstafa (ciudad)
Agstafa (en azerí: Ağstafa) es una localidad de Azerbaiyán, capital del raión (homónimo).
Se encuentra a una altitud de 340 m sobre el nivel del mar. 

## Demografía
Según estimación 2010 contaba con 12737 habitantes.